# Урс Майер
Урс Майер (на немски: Urs Meier) е швейцарски футболен съдия. Той е роден на 22 януари 1959 г. Висок е 179 см и е рефер от 1 януари 1994 г.
Първата международна среща, на която е съдия, е мачът Грузия — Малта, който се играе на 19 юли 1994 г.